# 11. ročník udílení Critics' Choice Television Awards
11. ročník udílení cen Critics' Choice Television Awards se konal dne 7. března 2021 na letišti v Santa Monice v Kalifornii. Nominace byly oznámeny 18. ledna 2021. Ceremoniál vysílala stanice The CW a moderoval jej Taye Diggs. Nejvíce cen, celkem 4, získal seriál Koruna.

## Vítězové a nominovaní
Tučně jsou označeni vítězové.
| Nejlepší seriál | Nejlepší seriál |
| Nejlepší komediální seriál | Nejlepší dramatický seriál |
| --- | --- |
| Ted Lasso (Apple TV+) - Bude líp (FX) - Letuška (HBO Max) - Máma (CBS) - PEN15 (Hulu) - Ramy (Hulu) - Městečko Schitt's Creek (Pop TV) - Co děláme v temnotách(FX) | Koruna (Netflix) - Volejte Saulovi (AMC) - Dobrý boj (CBS All Access) - Lovecraftova země (HBO) - The Mandalorian (Disney+) - Ozark (Netflix) - Perry Mason (HBO) - Tohle jsme my (NBC) |
| Nejlepší limitovaný seriál | Nejlepší televizní film |
| Dámský gambit (Netflix) - Můžu tě zničit (HBO) - Mrs. America (FX on Hulu) - Normální lidi (Hulu) - Spiknutí proti Americe (HBO) - Sekerka (Prime Video) - Mělas to vědět (HBO) - Neortodoxní (Netflix) | Hamilton (Disney+) - Špatné vychování (HBO) - Between the World and Me (HBO) - The Clark Sisters: First Ladies of Gospel (Lifetime) - Sylvie's Love (Prime Video) - What the Constitution Means to Me (Prime Video) |
| Nejlepší seriál (krátká forma) | Nejlepší talk-show |
| Better Call Saul: Ethics Training with Kim Wexler (AMC / YouTube) - The Andy Cohen Diaries (Quibi) - Mapleworth Murders (Quibi) - Nikki Fre$h (Quibi) - Reno 911! (Quibi) - Tooning Out the News (CBS All Access) | Late Night with Seth Meyers (NBC) - Desus & Mero (Showtime) - Full Frontal with Samantha Bee (TBS) - The Kelly Clarkson Show (NBC / Syndicated) - The Late Show with Stephen Colbert (CBS) - Red Table Talk (Facebook Watch) |
| Nejlepší stand-up comedy speciál | |
| - Jerry Seinfeld: 23 Hours to Kill (Netflix) - Michelle Buteau: Welcome to Buteaupia (Netflix) - Fortune Feimster: Sweet & Salty (Netflix) - Hannah Gadsby: Douglas (Netflix) - Marc Maron: End Times Fun (Netflix) - Patton Oswalt: I Love Everything (Netflix) | |
| Nejlepší herectví v komediálním seriálu | |
| Nejlepší herec | Nejlepší herečka |
| Jason Sudeikis – Ted Lasso jako Ted Lasso (Apple TV+) - Hank Azaria – Brockmire jako Jim Brockmire (IFC) - Matt Berry – Co děláme v temnotách jako Laszlo Cravensworth (FX) - Nicholas Hoult – Veliká jako Peter III (Hulu) - Eugene Levy – Městečko Schitt's Creek jako Johnny Rose (Pop TV) - Ramy Youssef – Ramy jako Ramy Hassan (Hulu)                                                                                 | Catherine O'Hara – Městečko Schitt's Creek jako Moira Rose (Pop TV) - Pamela Adlon – Bude líp jako Sam Fox (FX) - Christina Applegate – Smrt nás pojí jako Jen Harding (Netflix) - Kaley Cuoco – Letuška jako Cassie Bowden (HBO Max) - Natasia Demetriou – Co děláme v temnotách jako Nadja (FX) - Issa Rae – Nesvá jako Issa Dee (HBO)                                                       |
| Nejlepší herec ve vedlejší roli | Nejlepší herečka ve vedlejší roli |
| Dan Levy – Městečko Schitt's Creek jako David Rose (Pop TV) - William Fichtner – Máma jako Adam Janikowski (CBS) - Harvey Guillén – Co děláme v temnotách jako Guillermo de la Cruz (FX) - Alex Newell – Zoey's Extraordinary Playlist jako Mo (NBC) - Mark Proksch – Co děláme v temnotách jako Colin Robinson (FX) - Andrew Rannells – Černé pondělí jako Blair Pfaff (Showtime)                                          | Hannah Waddingham – Ted Lasso jako Rebecca Welton (Apple TV+) - Lecy Goranson – The Conners jako Becky Conner (ABC) - Rita Moreno – Den za dnem jako Lydia Riera (Pop TV) - Annie Murphy – Městečko Schitt's Creek jako Alexis Rose (Pop TV) - Ashley Park – Emily in Paris jako Mindy Chen (Netflix) - Jaime Pressly – Máma jako Jill Kendall (CBS)                                           |
| Nejlepší herectví v dramatickém seriálu | |
| Nejlepší herec | Nejlepší herečka |
| Josh O'Connor – Koruna jako Princ Charles (Netflix) - Jason Bateman – Ozark jako Martin "Marty" Byrde (Netflix) - Sterling K. Brown – Tohle jsme my jako Randall Pearson (NBC) - Jonathan Majors – Lovecraftova země jako Atticus "Tic" Freeman (HBO) - Bob Odenkirk – Volejte Saulovi jako Jimmy McGill / Saul Goodman (AMC) - Matthew Rhys – Perry Mason jako Perry Mason (HBO)                                           | Emma Corrin – Koruna jako Princezna Diana (Netflix) - Christine Baranski – Dobrý boj jako Diane Lockhart (CBS All Access) - Olivia Colmanová – Koruna jako Královna Alžběta II (Netflix) - Claire Danesová – Ve jménu vlasti jako Carrie Mathison (Showtime) - Laura Linneyová – Ozark jako Wendy Byrde (Netflix) - Jurnee Smollett – Lovecraftova země jako Letitia "Leti" Lewis (HBO)        |
| Nejlepší herec ve vedlejší roli | Nejlepší herečka ve vedlejší roli |
| Michael K. Williams – Lovecraftova země jako Montrose Freeman (HBO) - Jonathan Banks – Volejte Saulovi jako Mike Ehrmantraut (AMC) - Justin Hartley – Tohle jsme my jako Kevin Pearson (NBC) - John Lithgow – Perry Mason jako Elias Birchard "E. B." Jonathan (HBO) - Tobias Menzies – Koruna jako Princ Philip (Netflix) - Tom Pelphrey – Ozark jako Ben Davis (Netflix)                                                  | Gillian Anderson – Koruna jako Margaret Thatcher (Netflix) - Cynthia Erivo – Outsider jako Holly Gibney (HBO) - Julia Garner – Ozark jako Ruth Langmore (Netflix) - Janet McTeer – Ozark jako Helen Pierce (Netflix) - Wunmi Mosaku – Lovecraftova země jako Ruby Baptiste (HBO) - Rhea Seehorn – Volejte Saulovi jako Kim Wexler (AMC)                                                        |
| Nejlepší herectví v televizní filmu/limitovaném seriálu | |
| Nejlepší herec | Nejlepší herečka |
| John Boyega – Sekerka jako Leroy Logan (Prime Video) - Hugh Grant – Mělas to vědět jako Jonathan Fraser (HBO) - Paul Mescal – Normální lidi jako Connell Waldron (Hulu) - Chris Rock – Fargo jako Loy Cannon (FX) - Mark Ruffalo – Bludné kruhy jako Dominick a Thomas Birdsey (HBO) - Morgan Spector – Spiknutí proti Americe jako Herman Levin (HBO)                                                                      | Anya Taylor-Joy – Dámský gambit jako Beth Harmon (Netflix) - Cate Blanchett – Mrs. America jako Phyllis Schlafly (FX on Hulu) - Michaela Coel – Můžu tě zničit jako Arabella Essiedu (HBO) - Daisy Edgar-Jones – Normální lidi jako Marianne Sheridan (Hulu) - Shira Haas – Neortodoxní jako Esther "Esty" Shapiro (Netflix) - Tessa Thompson – Sylvie's Love jako Sylvie Parker (Prime Video) |
| Nejlepší herec ve vedlejší roli | Nejlepší herečka ve vedlejší roli |
| Donald Sutherland – Mělas to vědět jako Franklin Reinhardt (HBO) - Daveed Diggs – The Good Lord Bird jako Frederick Douglass (Showtime) - Joshua Caleb Johnson – The Good Lord Bird jako Henry "Onion" Shackleford (Showtime) - Dylan McDermott – Hollywood jako Ernest "Ernie" West (Netflix) - Glynn Turman – Fargo jako Doctor Senator (FX) - John Turturro – Spiknutí proti Americe jako Rabbi Lionel Bengelsdorf (HBO) | Uzo Aduba – Mrs. America jako Shirley Chisholm (FX on Hulu) - Betsy Brandt – Soulmates jako Caitlin Jones (AMC) - Marielle Heller – Dámský gambit jako Alma Wheatley (Netflix) - Margo Martindale – Mrs. America jako Bella Abzug (FX on Hulu) - Winona Ryder – Spiknutí proti Americe jako Evelyn Finkel (HBO) - Tracey Ullman – Mrs. America jako Betty Friedan (FX on Hulu)                 |